# فیونا (شرک)
فیونا (انگلیسی: Fiona) که بیشتر به‌عنوان پرنسس فیونا شناخته می‌شود، یکی از شخصیت‌های اصلی مجموعه فیلم‌های انیمیشنی شرک است.